# Matana Roberts
Matana Roberts (Chicago, rond 1978) is een Amerikaanse jazzzangeres, -muzikante (klarinet, saxofoon), songwriter en -componist van de modern creative jazz. Matena Roberts is een van de curatoren tijdens het festival Le Guess Who in Utrecht in November 2021

## Biografie
Roberts groeide op in de South Side (Chicago) en leerde als tiener klassiek klarinetspel. Al als kind introduceerde haar vader haar in de muziek van Sun Ra en Albert Ayler. Ze werd lid van de Association for the Advancement of Creative Musicians (AACM).
Tot haar mentoren behoorden Von Freeman en Fred Anderson, in wiens club ze haar eerste optredens had met haar trio Sticks and Stones, dat ze samen met bassist Joshua Abrams en drummer Chad Taylor vormde en met wie ze in 2002 haar eerste album uitbracht.
In 2002 verhuisde ze naar New York en werkte ze in Montréal in het midden van de jaren 2000 in verschillende experimentele projecten en bands, zoals Godspeed You! Black Emperor. (Yanqui U.X.O. en A Silver Mt. Zion. (Collapse Tradixionales). Ze werkte ook met Oliver Lake, Julius Hemphill, Myra Melford, Jayne Cortez, Steve Lacy, Eugene Chadbourne, Henry Grimes, Nicole Mitchell, Robert Barry, Joe Maneri, Miya Masaoka en Ralph Alessi en dansprojecten van Merce Cunningham en Savion Glover, met wie ze samenwerkte aan een eerbetoon voor John Coltrane en Eric Dolphy. In 2007 trad ze op met haar band van Josh Abrams (bas), Jeff Parker (gitaar) en Frank Rosaly (drums) op het London Jazz Festival. In 2008 verscheen haar album The Chicago Project. Op het door Vijay Iyer geproduceerde album speelde ze met leden van de postrock bands Prefuse 73 en Tortoise en ook met Fred Anderson.

Met haar eigen multimediaproject COIN COIN combineerde ze kunst, muziek en theaterconcepten tot de presentatie African American History, waarvoor ze het leven van zeven generaties van haar familie onderzocht:. 
Coin Coin is een eerbetoon aan de legendarische Marie Thérèze Coincoin. Ze woonde in het zuiden van Louisiana en kon zich in de 19e eeuw bevrijden van haar slavenbestaan. Voor elk hoofdstuk van Coin Coin heeft Matana Roberts haar eigen muziek geschreven, die door verschillende bands wordt geïnterpreteerd. In het eerste hoofdstuk Gens de Couleur Libre gaat Matana Roberts in op de vrouwelijke lijn van haar voorouders en de muziek in Franstalig Louisiana. 
 Binnen het project COIN-COIN zijn 12 albums gepland, waarvan er tot nu toe vier zijn uitgebracht (Gens de Couleur Libres, 2011, Mississippi Moonchile, 2013, River Run Thee, 2015, Memphis 2019). In 2016 bracht ze drie solo-opnamen uit bij Bandcamp onder de titel For Standing Rock, uit solidariteit met de protesten tegen de aanleg van een oliepijplijn onder het Standing Rock Reservaat.

## Onderscheidingen
Het magazine Rolling Stone heeft Coin Coin Chapter One: Gens De Couleurs Libre 2013 gestemd in zijn lijst The 100 best jazz albums op #48. In 2008 werd ze door de Jazz Journalists Association genomineerd voor de «Up and Coming Musician of the Year Award». Begin 2010 was ze curator bij de New Yorkse club The Stone.

## Privéleven
Ze is getrouwd met de drummer Seb Rochford sinds 2016.

## Discografie
- 2002: Sticks and Stones (481 music)
- 2003: Shed Grace (Thrill Jockey)
- 2004: The Calling (Utech)
- 2006: Lines for Lacy (s/r)
- 2008: The Chicago Project (Central Control International)
- 2011: COIN COIN Chapter One: Gens de couleur libres (Constellation)
- 2011: Live in London (Central Control International)
- 2013: COIN COIN Chapter Two: Mississippi Moonchile (Constellation)
- 2014: Matana Roberts / Sam Shalabi / Nicolas Caloia: Feldspar (Tour De Bras)
- 2015: COIN COIN Chapter Three: River Run Thee (Constellation)
- 2015: always. (Relative Pitch)
- 2019: COIN COIN Chapter Four: Memphis (Constellation)